# Valério do Sacramento
Valério do Sacramento (Lisboa, ? — Lisboa, 6 de Novembro de 1760) foi o 20.º bispo da Diocese de Angra, tendo governado a diocese entre 1738 e 1757. Era frade capuchinho e antigo qualificador do Santo Ofício.

## Biografia
D. Frei Valério do Nascimento era filho de Francisco Rodrigues e de sua mulher Josefa Maria, uma família de condição social humilde.
Ingressou no Convento de Santo António dos Capuchos, de Lisboa, onde se formou depois de ser um aluno brilhante e no qual depois leccionou Filosofia e Teologia. Foi depois nomeado guardião do Colégio da Ribeira, em Coimbra, e provincial da sua Ordem dos Frades Menores Capuchinhos. Em 1724 foi nomeado qualificador do Santo Ofício, cargo que exerceu até 1739.
Foi apresentado para o lugar de bispo de Angra por D. João V de Portugal, a 27 de Julho de 1738, sendo confirmado a 1 de Agosto do ano seguinte. Foi sagrado bispo a 7 de Outubro de 1738 pelo Patriarca de Lisboa.
A sua origem humilde, e o facto de ser um frade desconhecido nas ilhas, fez com que a notícia da sua nomeação não fosse bem recebida pela aristocracia angrense e terá sido uma das razões que retardou a sua vinda para as ilhas.
O vigário geral trouxe para Angra parte da bagagem do novo prelado, incluindo uma valiosa capa de lhama de prata para os pontificiais, oferta de D. João V. Quando finalmente entrou na diocese, terá sido recebido com desusada pompa, ao que parece ordenada pelo rei para rebater o orgulho altivo da nobreza terceirense.
Certo é ter tomado posse da diocese por procuração passada ao seu vigário geral, só tendo entrado na Sé de Angra a 3 de Fevereiro de 1741. Manteve como governador do bispado o deão Dr. Francisco Berquó del Rio.
Homem austero e pouco dado a luxos, o bispo D. frei Valério do Sacramento proibiu os padres de usarem vestidos de seda interiores, botões de camisa em ouro ou pedras (tanto finas como falsas) e o uso de gravatas, recomendando que não deixassem crescer o cabelo. Esta obrigação de trajar com modéstia impedia o clero de usar vestes seculares, obrigando a que vestissem sempre batinas curtas, que nas cidades e vilas deveriam ser complementadas de loba com volta e capa e nos meios rurais com casacos talares, com cabeção e volta, e nunca com gravata. A cor do traje seria preta, sendo obrigatório o uso de chapéus de dois ventos.
Também promoveu o exame dos presbíteros recém-ordenados, no qual deveriam ser questionados os seus conhecimentos de escrituras sagradas e a sua moral. Recomendou ao clero a realização de palestras semanais sobre moral e o conhecimento do cantochão.
Em 1740, apenas dois anos após o falecimento da madre Teresa da Anunciada, D. frei Valério do Sacramento mandou sobre ela abrir processo de inquirição de virtudes. Do processo resultou provada a virtude heróica de Teresa da Anunciada, sendo por conseguintes declarada venerável.
Tomando conhecimento que as Irmandades do Divino Espírito Santo organizavam folias com cânticos e músicas, resolveu impor restrições às festividades por as considerar demasiado mundanas. Por decreto de 1744 proibiu as folias e bailes do Espírito Santo, o que despertou a oposição do povo, que se recusava a cumprir estas ordens.
Deve-se a frei Valério do Sacramento a autorização para a fundação do Recolhimento de Jesus Maria José, as Mónicas da Miragaia, na cidade de Angra, ainda hoje em funcionamento. Também se interessou pela reorganização das paróquias, tendo alterado os limites de várias.
Visitou várias ilhas da sua diocese, incluindo a ilha de São Miguel em 1747 e expediu pastorais diversas. Não podendo visitar por si todas as ilhas, expediu visitadores que o fizeram em seu nome.
Apesar das questões que o opuseram ao povo em resultado da sua oposição às folias do Espírito Santo, impôs-se pela sua bondade e modéstia. Para além disso, cairiam no agrado geral as suas providências para que fosse vendido o milho e o trigo que certos eclesiásticos açambarcavam nos seus granéis, dada a falta de cereais que na época se viveu. O clero beneficiou ao ter as suas côngruas pagas pelo erário público e não pelos cobradores dos dízimos como até então acontecia.
Renunciou ao bispado no ano de 1757, retirando-se para Lisboa onde acabou os seus dias no viver pobríssimo do seu Convento de Santo António dos Capuchos, onde faleceu a 6 de Novembro de 1760.